# Départ de Jérusalem en chemin de fer
Départ de Jérusalem en chemin de fer je francouzský němý film z roku 1897. Režisérem je Alexandre Promio (1868–1928). Jedná se o jeden z prvních filmů, které byly natočeny za pohybu. Datum premiéry není známo.

## Děj
Film z rozjíždějícího vlaku na nádraží v Jeruzalémě zachycuje Evropany, Palestinské Araby a nakonec i Palestinské Židy. Někteří z nich mavají na kameru nebo se po odjezdu vlaku vydávají na koleje.